# Charles Hill, Baron Hill of Luton
Charles Hill, Baron Hill of Luton MRCS MRCP (* 15. Januar 1904 in Islington, London; † 22. August 1989) war ein britischer Arzt und Politiker der Conservative Party, der zwischen 1950 und 1963 als Mitglied des House of Commons den Wahlkreis Luton vertrat und mehrere Ministerämter bekleidete. Darüber hinaus war er durch herausragende Funktionen bei der Independent Television Authority (ITA) und der British Broadcasting Corporation (BBC) maßgeblich an der Einrichtung und Entwicklung des Fernsehens in Großbritannien in den 1960er und frühen 1970er Jahren beteiligt.

## Leben

### Berufliche Laufbahn und Unterhausabgeordneter
Nach dem Besuch der St Olave’s Grammar School in Orpington studierte Hill zunächst mit Auszeichnung Medizin am Trinity College der University of Cambridge und setzte danach seine medizinische Ausbildung am Royal London Hospital fort, wo er nacheinander einen Bachelor of Medicine (M.B.), einen Bachelor of Surgery (B.Ch.) sowie einen Doktor der Medizin (M.D.) erwarb.
1930 wurde Hill, der auch Mitglied des Royal College of Surgeons of England und des Royal College of Physicians war, stellvertretender Medizinaldirektor von Oxford, ehe er 1932 zunächst stellvertretender Sekretär sowie von 1944 bis 1950 Sekretär der British Medical Association (BMA) war. In diese Zeit fiel 1948 die Gründung des National Health Service (NHS), wobei er mit dem damaligen Gesundheitsminister Aneurin Bevan Verhandlungen über den Status und die Bezahlung von Hausärzten führte.
Hill wurde als Kandidat der Conservative Party bei den Unterhauswahlen vom 23. Februar 1950 erstmals als Mitglied in das House of Commons gewählt und vertrat in diesem bis zum 31. Oktober 1963 den Wahlkreis Luton.

### Minister und Mitglied des Oberhauses
Nach dem Wahlsieg der konservativen Torys bei den Unterhauswahlen vom 25. Oktober 1951 übernahm er als Parlamentarischer Sekretär im Ernährungsministerium sein erstes Amt als „Juniorminister“ und war im Anschluss von April 1955 bis Januar 1957 Postminister (Postmaster General) im Kabinett von Premierminister Anthony Eden, ehe er danach Chancellor of the Duchy of Lancaster im Kabinett von Harold Macmillan war.
Im Rahmen einer Kabinettsumbildung wurde er 1961 von Premierminister Macmillan 1961 zum Minister für Wohnungsbau und Kommunalverwaltung sowie zugleich zum Minister für Wales berufen und bekleidete beide Ämter bis 1962.
Nach seinem Ausscheiden aus dem Unterhaus wurde er als Life Peer mit dem Titel Baron Hill of Luton, of Harpenden in the County of Hertford, in den Adelsstand erhoben und gehörte dadurch bis zu seinem Tod dem House of Lords als Mitglied an.
1963 wurde er Nachfolger von Ivone Kirkpatrick als Vorsitzender der Independent Television Authority (ITA), einer durch das Television Act 1954 eingerichteten Behörde zur Überwachung des Independent Television (ITV), des ersten kommerziellen Fernsehsenders in Großbritannien. Dieses Amt bekleidete er bis zu seiner Ablösung durch Herbert Bowden im Jahr 1967.
Darüber hinaus war er danach als Nachfolger von Lord Normanbrook zwischen 1967 und 1973 Vorsitzender des BBC Board of Governors, des Verwaltungsrats der British Broadcasting Corporation. 1973 folgte ihm in dieser Funktion Michael Swann.